# 和詩
和詩（わし）とは、贈答の漢詩における答えの漢詩のこと。また日本人が作った漢詩のこともこう言うが、中国の漢詩に対して作られた和歌、倭歌を指す場合もある（後二者は「倭詩」とも）。
狭義には、 江戸時代中期以降に俳諧師の各務支考によって創られた漢詩の形式に倣った、仮名交じりの詩のことを言う。各務支考の「仮名詩」と区別して与謝蕪村の「自由詩」を和詩と呼ぶこともある。以下ではこの狭義の和詩について解説する。

## 解説
松尾芭蕉の門下であった俳諧師の各務支考が江戸時代に「仮名詩」と称して中国古来の「漢詩」を自由な形の詩で著したのが起源である。漢詩には文が四行からなる絶句や八行からなる律詩があるが、仮名詩はこれに倣って五言、七言に該当するものを十音、十四音とした。押韻については五十音図の横列によって韻を踏んだ。
江戸時代中期に俳人の間で取り扱われ、様々な門流ができた。中でも、与謝蕪村は各務支考の「仮名詩」の約束事にとらわれず俳句と漢詩文を織り交ぜ、自由な詩である「自由詩」を考案した。
初期の和詩の作品は各務支考が編纂した『本朝文鑑』（1718年）『和漢文操』（1727年）に収められている。